# Primetime-Emmy-Verleihung 2013

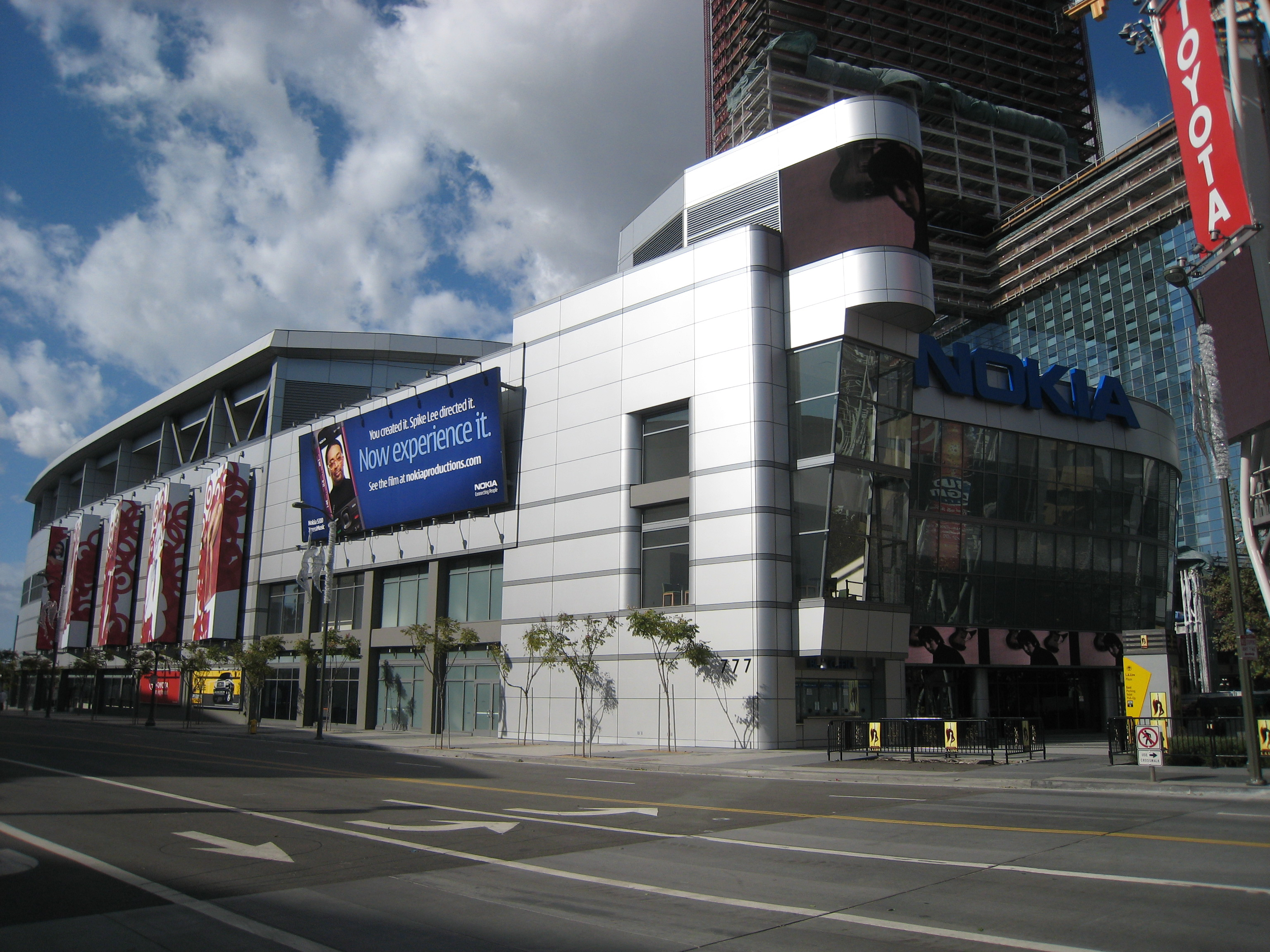
Das Nokia Theatre, Veranstaltungsort der 65. Primetime Emmy Awards

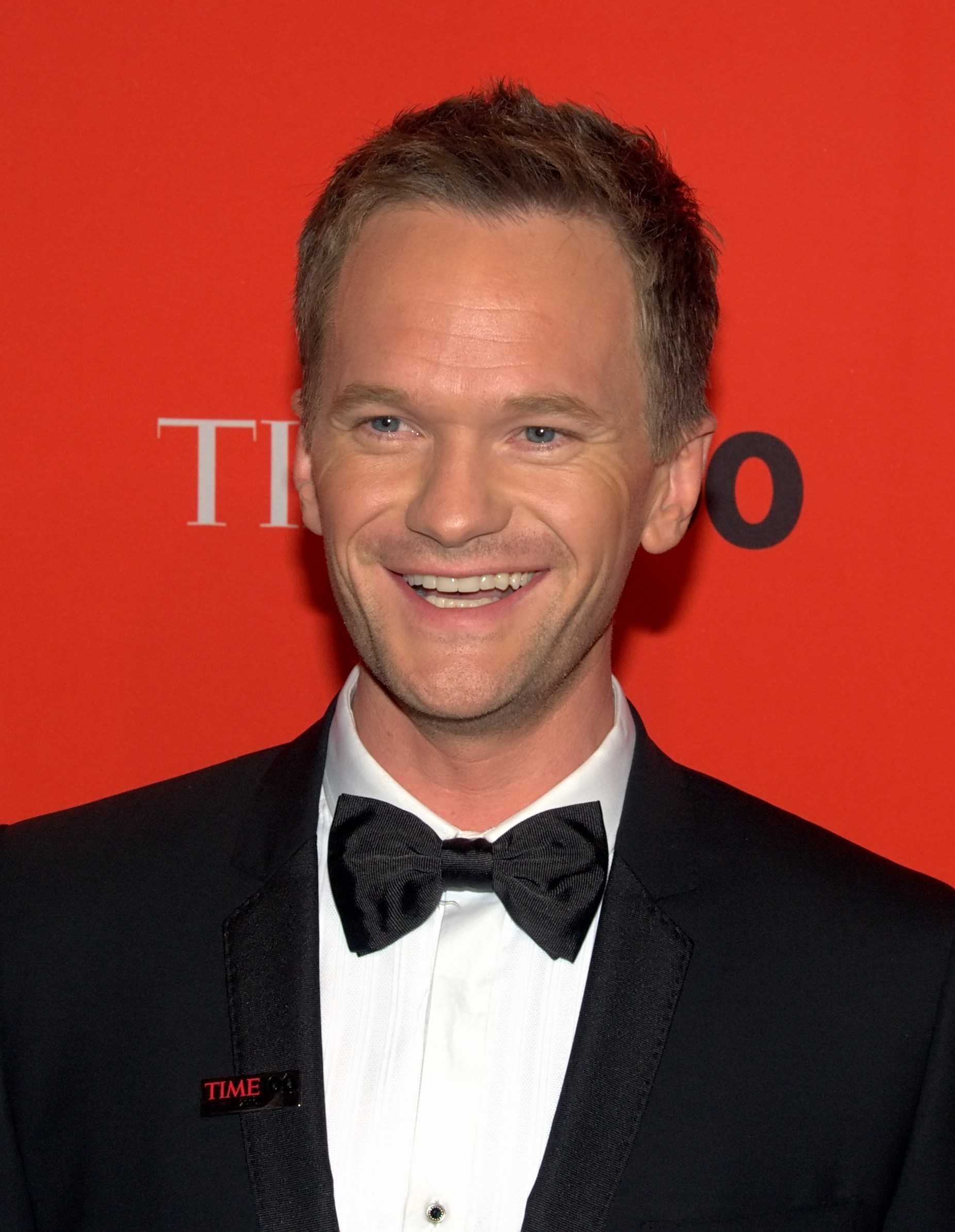
Neil Patrick Harris, Moderator der Verleihung

Die 65. Emmy-Verleihung in der Sparte Prime Time (65th Primetime Emmy Awards) fand am 22. September 2013 im Nokia Theatre in Los Angeles statt. In den Vereinigten Staaten wurde die Preisverleihung vom Sender CBS ausgestrahlt, im deutschsprachigen Raum wurde die Verleihung vom Pay-TV-Sender TNT Serie ab zwei Uhr Nachts live übertragen. Zum zweiten Mal moderierte dabei Neil Patrick Harris die Emmy-Verleihung.
Zuvor waren am 15. September 2013 die Creative Arts Emmy Awards vergeben worden. Sie ehren Fernsehschaffende in technischen Kategorien wie Szenenbild, Kostüme, Kamera oder Schnitt.

## Überblick
Die Serie Breaking Bad des Senders AMC gewann in der Hauptkategorie beste Dramaserie, während Modern Family von ABC zum vierten Mal in Folge den Preis für die beste Comedyserie erhielt. Ebenso erhielt Julia Louis-Dreyfus ihre vierte Auszeichnung als beste Hauptdarstellerin (dazu kommt eine als beste Nebendarstellerin) und Jim Parsons seine dritte als bester Hauptdarsteller.
Mit Netflix schaffte es das erste Mal ein Streaminganbieter einen Primetime Emmy Award zu gewinnen. Insgesamt wurden in 14 Kategorien Serien von Netflix nominiert; in drei Kategorien gewann Netflix den Preis. Wie im Vorjahr blieb HBO mit 37 der Sender mit den meisten Nominierungen, gefolgt von NBC mit 22 und Showtime mit 17 Nominierungen. Mit drei Auszeichnungen gewann Liberace – Zu viel des Guten ist wundervoll in diesem Jahr die meisten Emmys.

## Preisträger und Nominierungen (Auswahl)

### Sparte Comedyserie

#### Beste Comedyserie
(Outstanding Comedy Series)
Modern Family (ABC)
- 30 Rock (NBC)
- The Big Bang Theory (CBS)
- Girls (HBO)
- Louie (FX)
- Veep – Die Vizepräsidentin (Veep; HBO)

#### Regie bei einer Comedyserie
(Outstanding Directing for a Comedy Series)
Gail Mancuso – Modern Family (Folge: Arrested; ABC)
- Beth McCarthy-Miller – 30 Rock (Folge: Hogcock!/Last Lunch; NBC)
- Paris Barclay – Glee (Folge: Diva; Fox)
- Lena Dunham – Girls (Folge: On All Fours; HBO)
- Louis C.K. – Louie (Folge: New Year’s Eve; FX)
- Jason Winer – Modern Family (Folge: Virgin Territory; ABC)

#### Drehbuch bei einer Comedyserie
(Outstanding Writing for a Comedy Series)
Tina Fey und Tracey Wigfield – 30 Rock (Folge: Last Lunch; NBC)
- Jack Burditt und Robert Carlok – 30 Rock (Folge: Hogcock!; NBC)
- David Crane und Jeffrey Klarik – Episodes (Folge: Episode Nine; Showtime)
- Pamela Adlon und Louis C.K. – Louie (Folge: Daddy’s Girlsfriend, Part 1; FX)
- Greg Daniels – The Office (Folge: Finale; NBC)

#### Hauptdarsteller in einer Comedyserie
(Outstanding Lead Actor in a Comedy Series)
Jim Parsons – The Big Bang Theory (CBS)
- Alec Baldwin – 30 Rock (NBC)
- Louis C.K. – Louie (FX)
- Don Cheadle – House of Lies (Showtime)
- Matt LeBlanc – Episodes (Showtime)
- Jason Bateman – Arrested Development (Netflix)

#### Hauptdarstellerin in einer Comedyserie
(Outstanding Lead Actress in a Comedy Series)
Julia Louis-Dreyfus – Veep – Die Vizepräsidentin (Veep, HBO)
- Laura Dern – Enlightened – Erleuchtung mit Hindernissen (Enlightened, HBO)
- Lena Dunham – Girls (HBO)
- Edie Falco – Nurse Jackie (Showtime)
- Tina Fey – 30 Rock (NBC)
- Amy Poehler – Parks and Recreation (NBC)

#### Nebendarsteller in einer Comedyserie
(Outstanding Supporting Actor in a Comedy Series)
Tony Hale – Veep – Die Vizepräsidentin (Veep, HBO)
- Ty Burrell – Modern Family (ABC)
- Jesse Tyler Ferguson – Modern Family (ABC)
- Adam Driver – Girls (HBO)
- Bill Hader – Saturday Night Live (NBC)
- Ed O’Neill – Modern Family (ABC)

#### Nebendarstellerin in einer Comedyserie
(Outstanding Supporting Actress in a Comedy Series)
Merritt Wever – Nurse Jackie (Showtime)
- Mayim Bialik – The Big Bang Theory (CBS)
- Julie Bowen – Modern Family (ABC)
- Anna Chlumsky – Veep – Die Vizepräsidentin (Veep, HBO)
- Jane Krakowski – 30 Rock (NBC)
- Jane Lynch – Glee (Fox)
- Sofía Vergara – Modern Family (ABC)

### Sparte Dramaserie

#### Beste Dramaserie
(Outstanding Drama Series)
Breaking Bad (AMC)
- Downton Abbey (PBS)
- Game of Thrones (HBO)
- Boardwalk Empire (HBO)
- Homeland (Showtime)
- Mad Men (AMC)

#### Regie bei einer Dramaserie
(Outstanding Directing for a Drama Series)
David Fincher – House of Cards (Folge: Chapter 1; Netflix)
- Tim Van Patten – Boardwalk Empire (Folge: Margate Sands; HBO)
- Michelle MacLaren – Breaking Bad (Folge: Gliding Over All; AMC)
- Lesli Linka Glatter – Homeland (Folge: Q&A; Showtime)
- Jeremy Webb – Downton Abbey (Folge: Episode Four; PBS)

#### Drehbuch bei einer Dramaserie
(Outstanding Writing for a Drama Series)
Henry Bromell – Homeland (Folge: Q&A; Showtime)
- George Mastras – Breaking Bad (Folge: Dead Freight; AMC)
- Thomas Schnauz – Breaking Bad (Folge: Say My Name; AMC)
- Julian Fellowes – Downton Abbey (Folge: Episode Four; PBS)
- David Benioff und D. B. Weiss – Game of Thrones (Folge: The Rains of Castamere; HBO)

#### Hauptdarsteller in einer Dramaserie
(Outstanding Lead Actor in a Drama Series)
Jeff Daniels – The Newsroom
- Hugh Bonneville – Downton Abbey (PBS)
- Bryan Cranston – Breaking Bad (AMC)
- Jon Hamm – Mad Men (AMC)
- Damian Lewis – Homeland (Showtime)
- Kevin Spacey – House of Cards (Netflix)

#### Hauptdarstellerin in einer Dramaserie
(Outstanding Lead Actress in a Drama Series)
Claire Danes – Homeland (Folge: The Vest; Showtime)
- Connie Britton – Nashville (ABC)
- Michelle Dockery – Downton Abbey (PBS)
- Vera Farmiga – Bates Motel (A&E)
- Elisabeth Moss – Mad Men (Folge: The Other Woman; AMC)
- Kerry Washington – Scandal (ABC)
- Robin Wright – House of Cards (Netflix)

#### Nebendarsteller in einer Dramaserie
(Outstanding Supporting Actor in a Drama Series)
Bobby Cannavale – Boardwalk Empire (AMC)
- Jonathan Banks – Breaking Bad (AMC)
- Jim Carter – Downton Abbey (PBS)
- Peter Dinklage – Game of Thrones (HBO)
- Mandy Patinkin – Homeland (Showtime)
- Aaron Paul – Breaking Bad (AMC)

#### Nebendarstellerin in einer Dramaserie
(Outstanding Supporting Actress in a Drama Series)
Anna Gunn – Breaking Bad (AMC)
- Morena Baccarin – Homeland (The Good Wife; CBS)
- Christine Baranski – Good Wife (The Good Wife; CBS)
- Christina Hendricks – Mad Men (AMC)
- Emilia Clarke – Game of Thrones (PBS)
- Maggie Smith – Downton Abbey (PBS)

### Sparte Miniserie bzw. Fernsehfilm

#### Beste Miniserie oder Fernsehfilm
(Outstanding Mini Series or TV Movie)
Liberace – Zu viel des Guten ist wundervoll (Behind the Candelabra, HBO)
- American Horror Story (FX)
- Die Bibel (The Bible, History)
- Der Fall Phil Spector (Phil Spector, HBO)
- Political Animals (USA Network)
- Top of the Lake (Sundance Channel)

#### Regie bei einer Miniserie, Fernsehfilm oder Dramatic Special
(Outstanding Directing for a Miniseries, Movie or a Dramatic Special)
Steven Soderbergh – Liberace – Zu viel des Guten ist wundervoll (Behind the Candelabra, HBO)
- Julian Jarrold – The Girl (HBO)
- David Mamet – Der Fall Phil Spector (Phil Spector, HBO)
- Allison Anders – Ring of Fire (Lifetime)
- Jane Campion und Garth Davis – Top of the Lake (Sundance Channel)

#### Drehbuch bei einer Miniserie, Fernsehfilm oder Dramatic Special
(Outstanding Writing for a Miniseries, Movie or a Dramatic Special)
Abi Morgan – The Hour (BBC America)
- Richard LaGravenese – Liberace – Zu viel des Guten ist wundervoll (Behind the Candelabra, HBO)
- Tom Stoppard – Parade’s End – Der letzte Gentleman (Parade’s End, HBO)
- David Mamet – Der Fall Phil Spector (Phil Spector, HBO)
- Jane Campion und Gerard Lee – Top of the Lake (Sundance Channel)

#### Hauptdarsteller in einer Miniserie oder einem Fernsehfilm
(Outstanding Lead Actor in a Miniseries or Movie)
Michael Douglas – Liberace – Zu viel des Guten ist wundervoll (Behind the Candelabra, HBO)
- Benedict Cumberbatch – Parade’s End – Der letzte Gentleman (Parade’s End, HBO)
- Matt Damon – Liberace – Zu viel des Guten ist wundervoll (Behind the Candelabra, HBO)
- Toby Jones – The Girl (HBO)
- Al Pacino – Der Fall Phil Spector (Phil Spector, HBO)

#### Hauptdarstellerin in einer Miniserie oder einem Fernsehfilm
(Outstanding Lead Actress in a Miniseries or a Movie)
Laura Linney – The Big C (Showtime)
- Jessica Lange – American Horror Story (FX)
- Helen Mirren – Der Fall Phil Spector (Phil Spector, HBO)
- Elisabeth Moss – Top of the Lake (Sundance Channel)
- Sigourney Weaver – Political Animals (USA Network)

#### Nebendarsteller in einer Miniserie oder einem Fernsehfilm
(Outstanding Supporting Actor in a Miniseries or Movie)
James Cromwell – American Horror Story (FX)
- Scott Bakula – Liberace – Zu viel des Guten ist wundervoll (Behind the Candelabra, HBO)
- John Benjamin Hickey – The Big C (Showtime)
- Peter Mullan – Top of the Lake (Sundance Channel)
- Zachary Quinto – American Horror Story (FX)

#### Nebendarstellerin in einer Miniserie oder einem Fernsehfilm
(Outstanding Supporting Actress in a Miniseries or Movie)
Ellen Burstyn – Political Animals (USA Network)
- Sarah Paulson – American Horror Story (FX)
- Charlotte Rampling – Ruhelos (Restless, BBC One)
- Imelda Staunton – The Girl (HBO)
- Alfre Woodard – Steel Magnolias (Lifetime)

### Weitere Kategorien (Auswahl)

#### Varietésendung
(Outstanding Variety Series)
The Colbert Report (Comedy Central)
- The Daily Show with Jon Stewart (Comedy Central)
- Jimmy Kimmel Live! (ABC)
- Late Night with Jimmy Fallon (NBC)
- Real Time with Bill Maher (HBO)
- Saturday Night Live (NBC)

#### Reality-TV-Wettbewerb
(Outstanding Reality-Competition Program)
The Voice (NBC)
- Dancing with the Stars (ABC)
- Project Runway (Lifetime)
- So You Think You Can Dance (Fox)
- The Amazing Race (CBS)
- Top Chef (Bravo)

## Einschaltquoten
Die Übertragung sehen sich 17,63 Millionen Zuschauer an, was die höchste Einschaltquote seit 2005 war.